# Château d'Aulteribe
Ne doit pas être confondu avec Château d'Hauterive.
Le château d’Aulteribe est un château fort du Puy-de-Dôme en Auvergne-Rhône-Alpes, dans la commune de Sermentizon. Il est implanté sur les premiers contreforts des monts du Livradois. À l'époque  romaine, la voie Agrippa  qui conduisait de Lyon à Saintes par Clermont-Ferrand et Limoges passait non loin du château.
Le château d’Aulteribe, comme une centaine d’autres monuments, propriété de l’État, est géré, animé et ouvert à la visite par le centre des monuments nationaux.

## Histoire[2]
La première mention remonte à la seconde moitié du XIIIe siècle, Odinet Cholet est alors "damoiseau" d'Aulteribe. En 1400, son descendant, Pierre Cholet, obtient le titre de seigneur d'Aulteribe. Sa fille, Catherine, se marie avec Charles Motier de La Fayette, prestigieuse famille auvergnate. En 1467, Charles Motier de La Fayette fortifie la place d'Aulteribe en construisant des archères et des canonnières. Il lègue la seigneurie à son fils naturel, Jean Motier en 1486. L'aspect du château à la fin du XVe siècle reste difficile à reconstituer. Le château, de plan carré cantonné de quatre tours, était défendu naturellement par le ravin sur trois côtés et une enceinte flanquée de tours avec châtelet et pont levis défendait la partie sud. Le corps de logis seigneurial, ouvrant sur la cour d'honneur, avait une distribution traditionnelle (salles en enfilades avec appartement principal au premier étage).
Le domaine revient ensuite à son neveu Jean de Montboissier. La seigneurie d'Aulteribe reste dans la famille de Montboissier puis de Beaufort-Montboissier jusqu'en 1662. Cette lignée réalise quelques travaux sur le flanc est du château (tour carrée flanquant la façade). En 1662, Anne Gabrielle de Beaufort-Montboissier de Canillac apporte en dot la seigneurie à la famille de Montagu. Cette famille garde le domaine pendant un siècle mais ne semble pas avoir habité le château.

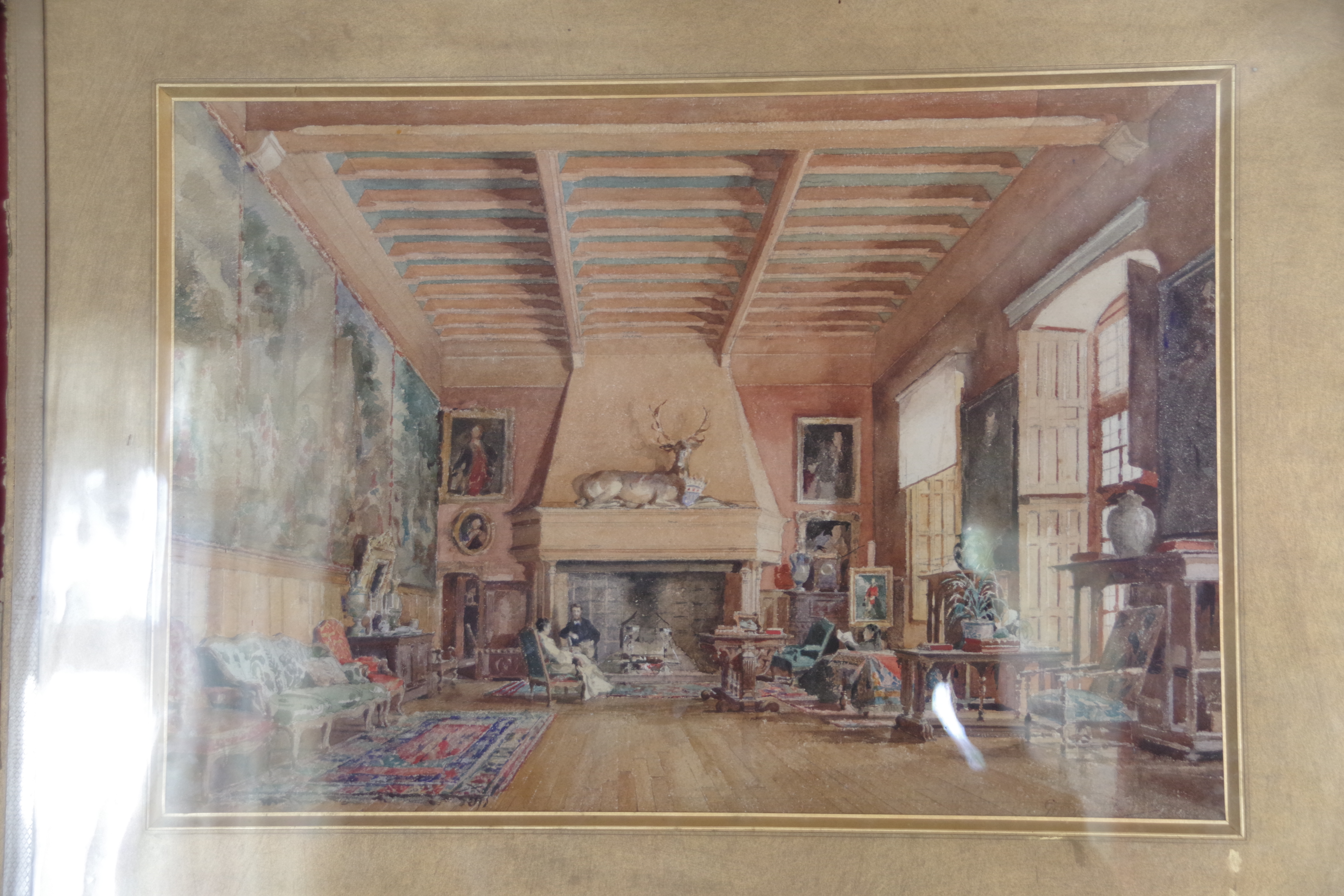
Le grand salon.

En 1775, la propriété est vendue à Jacques de Pierre (1718-1800), qui prend le titre de marquis. À cette époque le château médiéval est décrit comme menaçant ruine. Son petit-fils, Joseph de Pierre (1808-1885) épouse Marie Pauline Henriette Onslow (1814-1883), fille du compositeur George Onslow (1784-1853) (époux de Delphine de Fontanges). Joseph de Pierre, féru d'agronomie, va appliquer à Aulteribe ses idées physiocratiques et moderniser l'organisation du domaine agricole. Avec l'aide financière de sa belle-sœur, Caroline Costoz-Onslow, il restaure le château d'Aulteribe dans le goût romantique et embellit les abords (voir description architecture). Durant ces années, deux femmes de la famille, Caroline Costoz-Onslow et Marie Clauzel partagent la passion pour les objets d'art et les tableaux. Leurs collections sont léguées à Henry de Pierre, le petit-fils de Joseph. Henry de Pierre, né en 1871, est ingénieur agronome. Il poursuit une carrière d'officier des haras. Il dirige les haras d'Hennebont et les haras de Compiègne. Puis de 1931 à 1936, Henri de Pierre devient directeur des Haras nationaux. Il épouse le 28 novembre 1911 Antonia de Smet de Naeyer (1874-1949) fondatrice de la Ligue Royale Belge pour la Protection des Oiseaux. 

Portrait du dernier marquis de Pierre et de son épouse, Antonia de Smet de Naeyer.

 À sa mort, en 1954, le marquis de Pierre lègue le château et ses collections à la Caisse nationale des monuments historiques. Il est actuellement géré par le Centre des monuments nationaux.
Il fait l’objet d’un classement au titre des monuments historiques depuis le 30 mars 1949 et l'intégralité de sa collection de mobilier fait également l’objet d’un classement au titre des monuments historiques depuis le 12 octobre 1953.
Le château, ouvert au public en 1965, expose les plus beaux meubles de la famille de Pierre dans un souci de restituer l'esprit de la demeure d'un collectionneur du début du XXe siècle. 
Le legs de 1954 précisait que l'exceptionnelle collection du marquis de Pierre devait servir "à l'instruction artistique des visiteurs". Ainsi depuis 1999, le premier Brevet Technique des Métiers Supérieur (BTMS) Ebéniste en restauration de mobilier a été créé par l'Institut de Formation Professionnelle 43 - CFA Interprofessionnel de Haute-Loire (IFP43). Cette formation d'excellence se déroule en alternance sur deux ans. Les élèves sélectionnés apprennent en partie sur le site en étudiant les collections ; la restauration en atelier et l'histoire de l'art, la deuxième moitié de la formation est dispensée sur le site de Bains en Haute-Loire (43).

## Architecture
Actuellement l’architecture du château d'Aulteribe est fortement marquée par les travaux réalisées au XIXe siècle dans le gout romantique par la famille de Pierre. Le château d'Aulteribe est de plan polygonal, les salles s'articulent donc autour d'une petite cour intérieure.
La façade sud donnant sur la cour extérieure est asymétrique. Le corps central s'élève sur deux étages couronnés de mâchicoulis et d'une bretèche. Les fenêtres se composent de fenêtres à meneaux et traverses. L'escalier d'honneur central, avec une balustrade de grès gris, relie d'un côté une tour carrée et de l'autre côté un pavillon décoré d'une tourelle montant de fond et d'une poivrière en pierres roses. Au première étage est réemployé l'arc brisé du Moyen Âge pour l'entrée de la famille. Sous le perron, l'entrée se fait par une porte à arc déprimé et mène à la cour intérieure ainsi qu'aux cuisines. L'élévation de cette façade témoigne du gout pour l'architecture néo-Renaissance et pittoresque de la famille de Pierre.
La façade ouest est décorée de grandes fenêtres ouvrant sur un balcon avec consoles de granit. Elles agrémentent ainsi la grande salle seigneuriale du château. Les façades sur le ravin s’élèvent sur deux étages, ouvertes par des fenêtres à meneaux et traverses qui apportent une régularité.
Devant le château, une petite chapelle néoromane est édifiée. Elle s'inspire de l'art roman auvergnat. Son plan est simple ; une abside et deux absidioles flanquent une courte nef. À l'extérieur, la brique associée à la pierre, apporte des effets polychromes et des éléments sculptés, dont des modillons anthropomorphes, contribuent à la décoration.

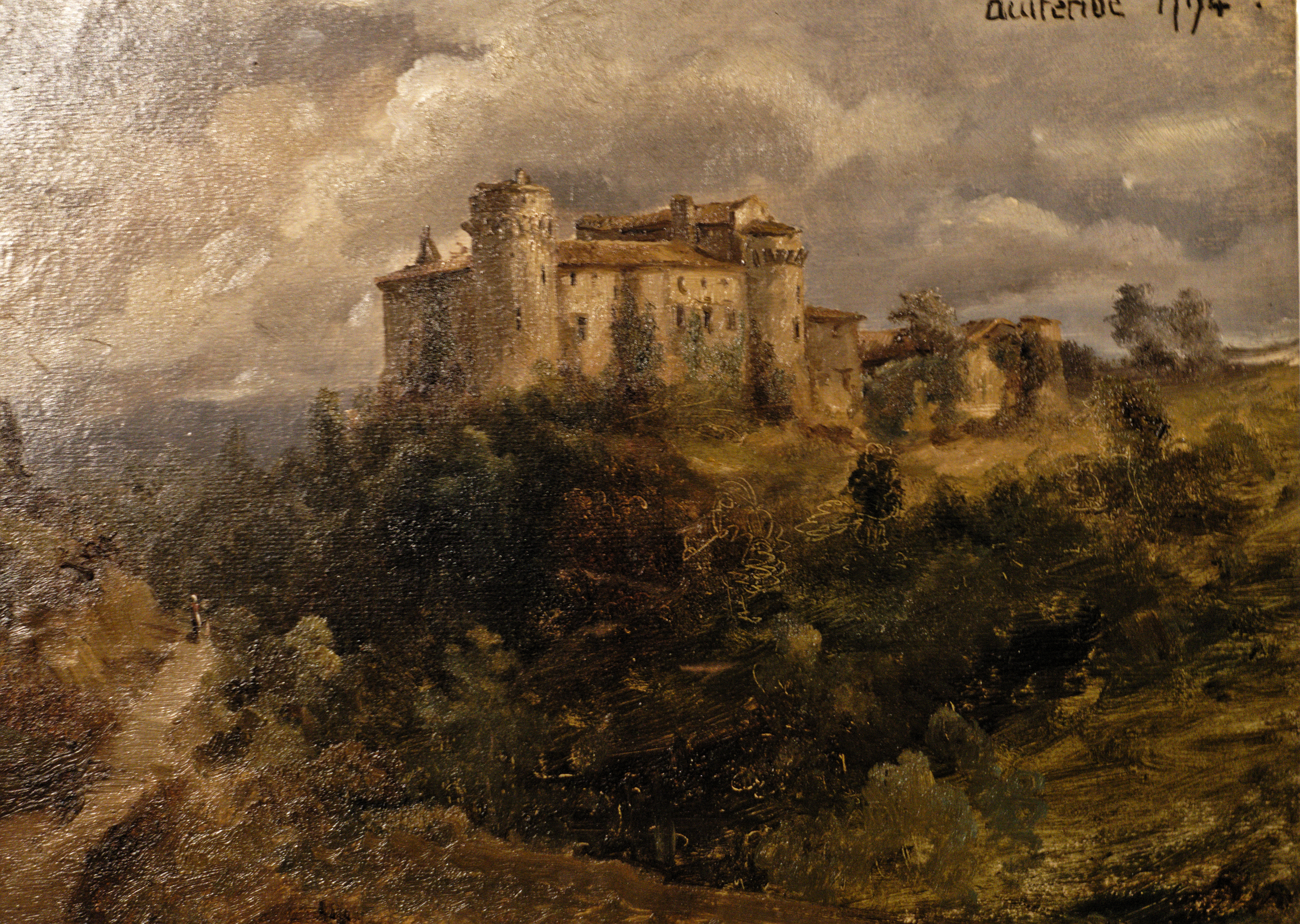
Château d'Aulteribe, anonyme, 1794 (grande galerie).
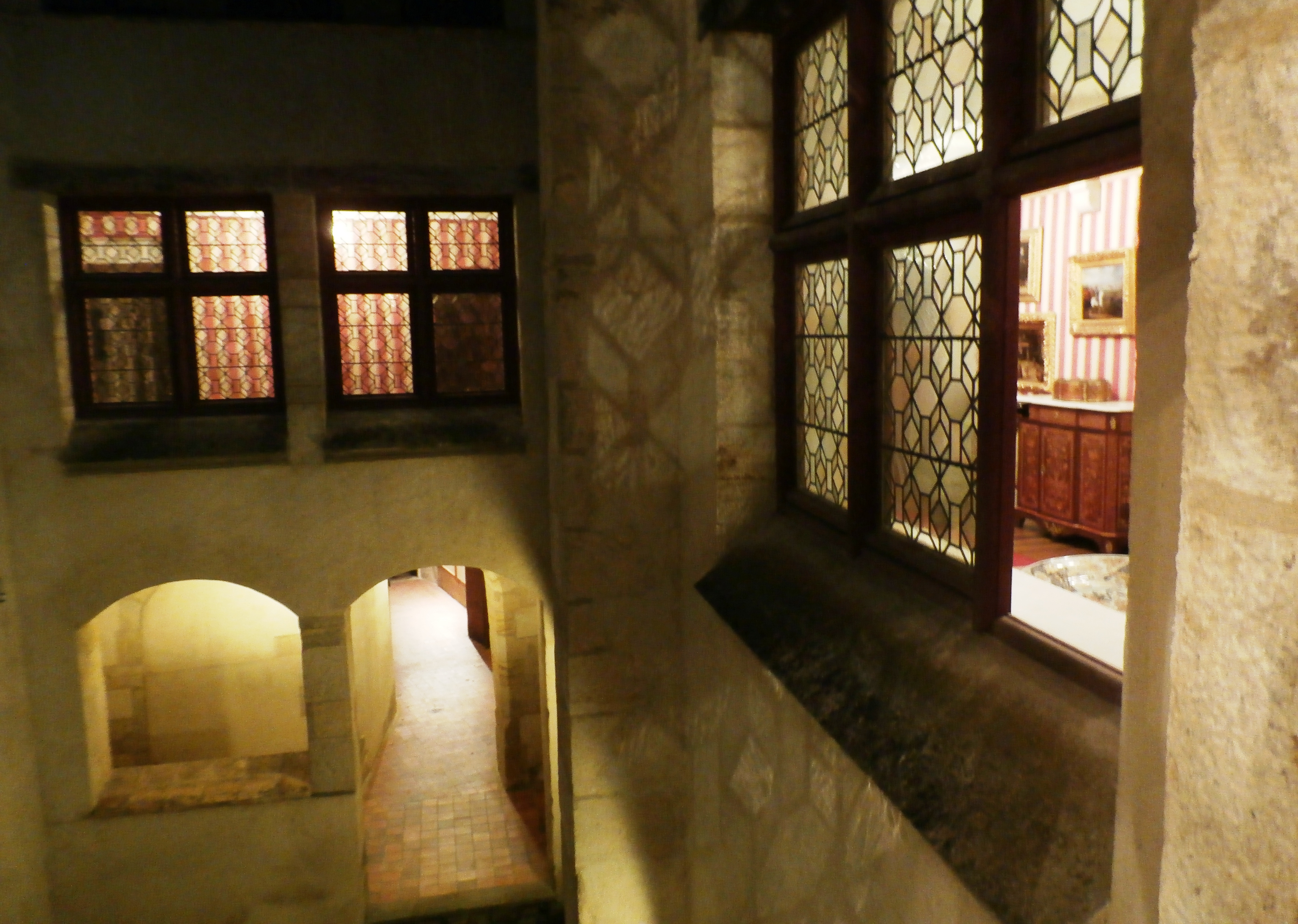
Cour intérieure du château d'Aulteribe de nuit.
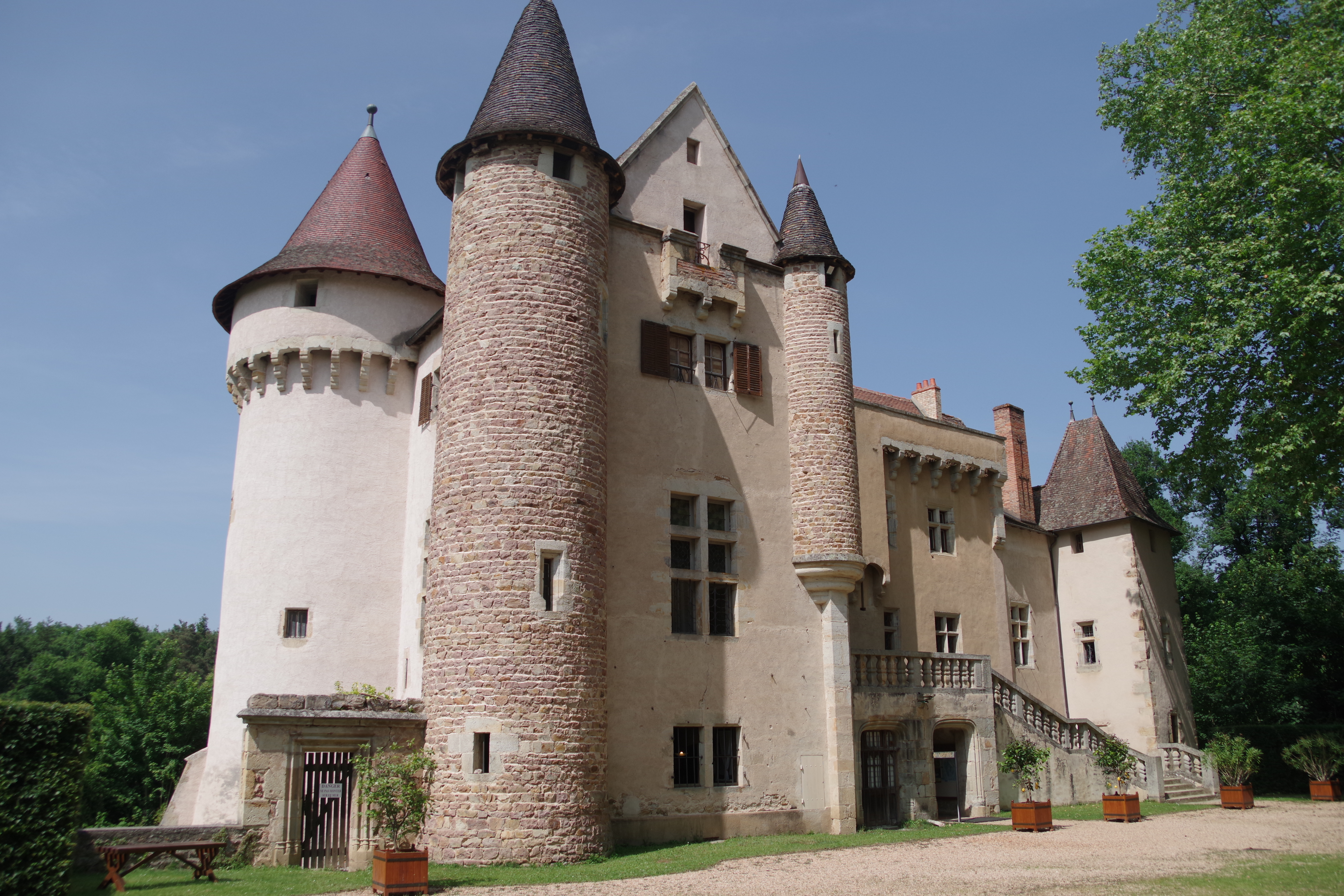
Façade principale.
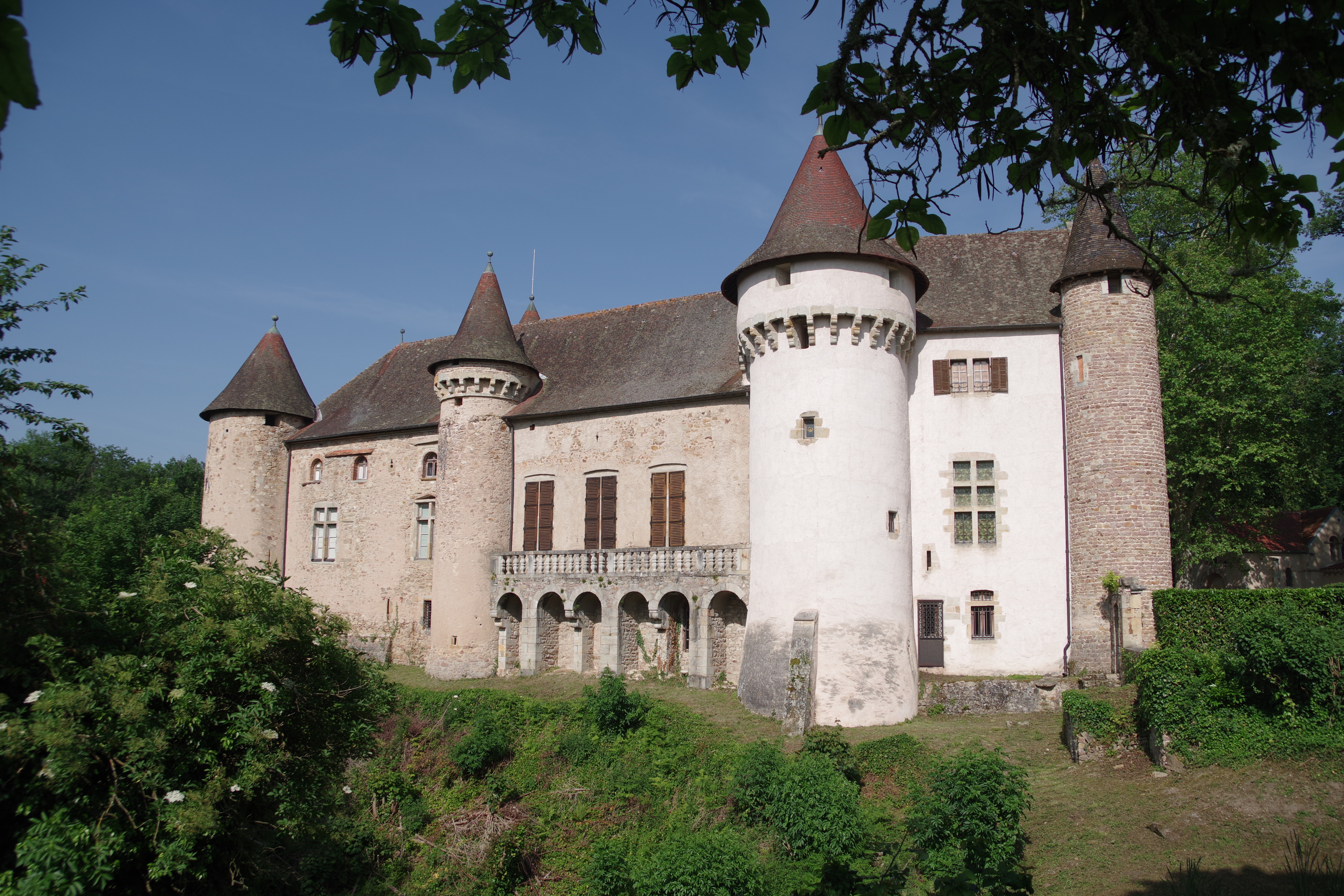
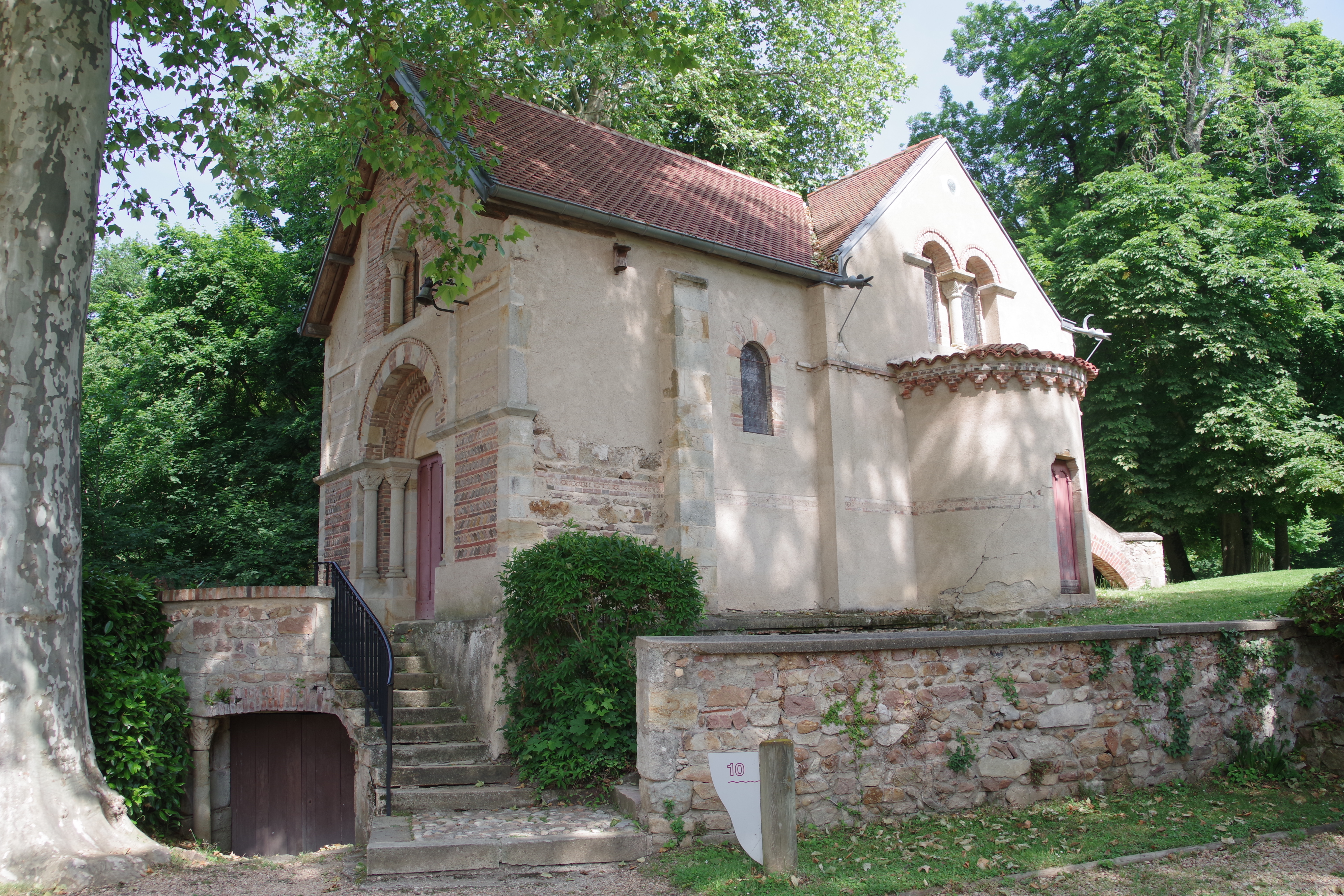
La chapelle.
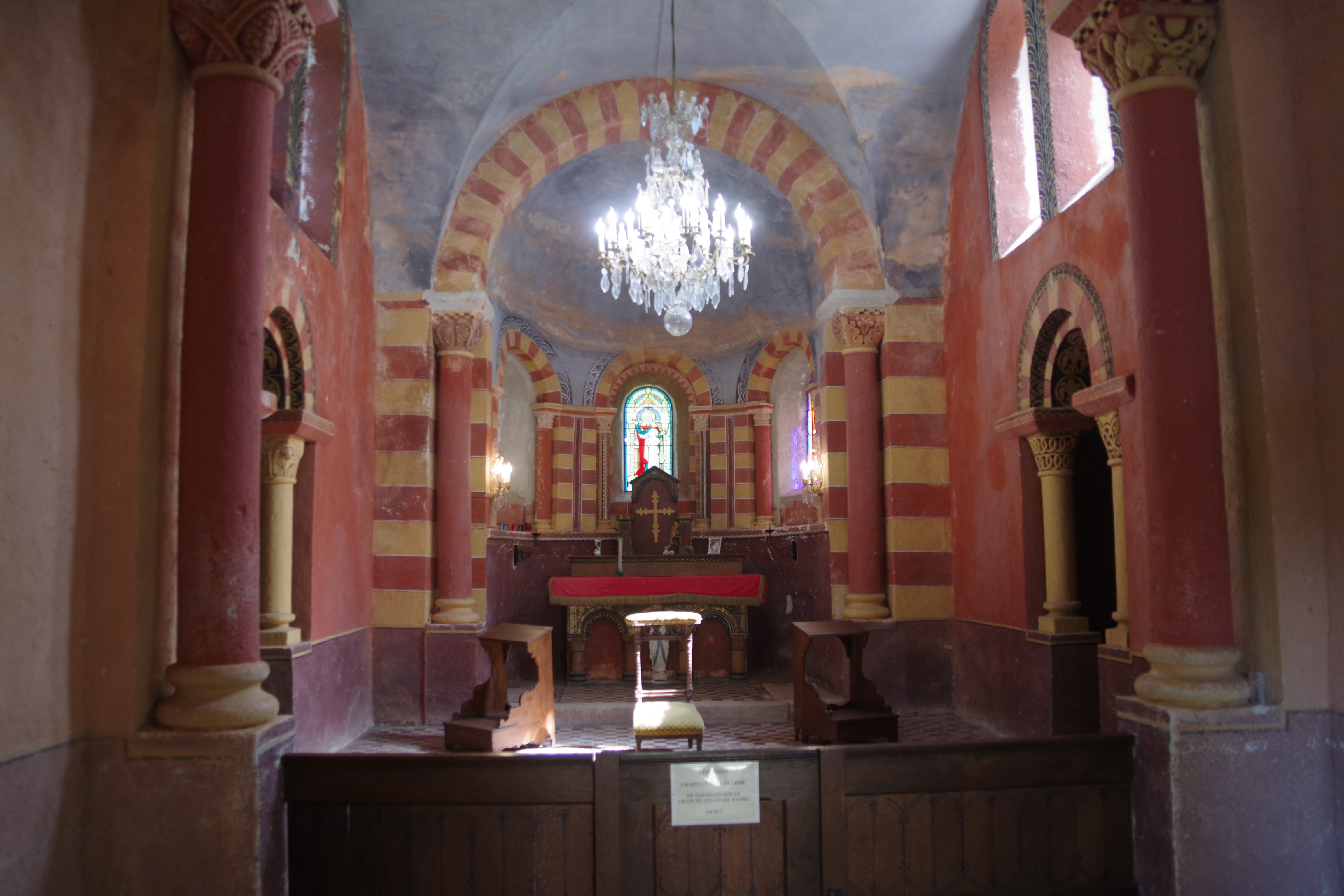
Intérieur de la chapelle.

## Collections[2]
Sa riche collection de mobilier et d'objets d'art propose, de salle en salle, un voyage du XVe au XIXe siècle, des fastes du salon à l'intimité des chambres.

### Le rez-de-chaussée
Le rez-de-chaussée abrite notamment une salle basse contenant du mobilier breton et une tapisserie. Les cuisines, désormais accueil et boutique du château, ont conservé des fourneaux du XIXe siècle.

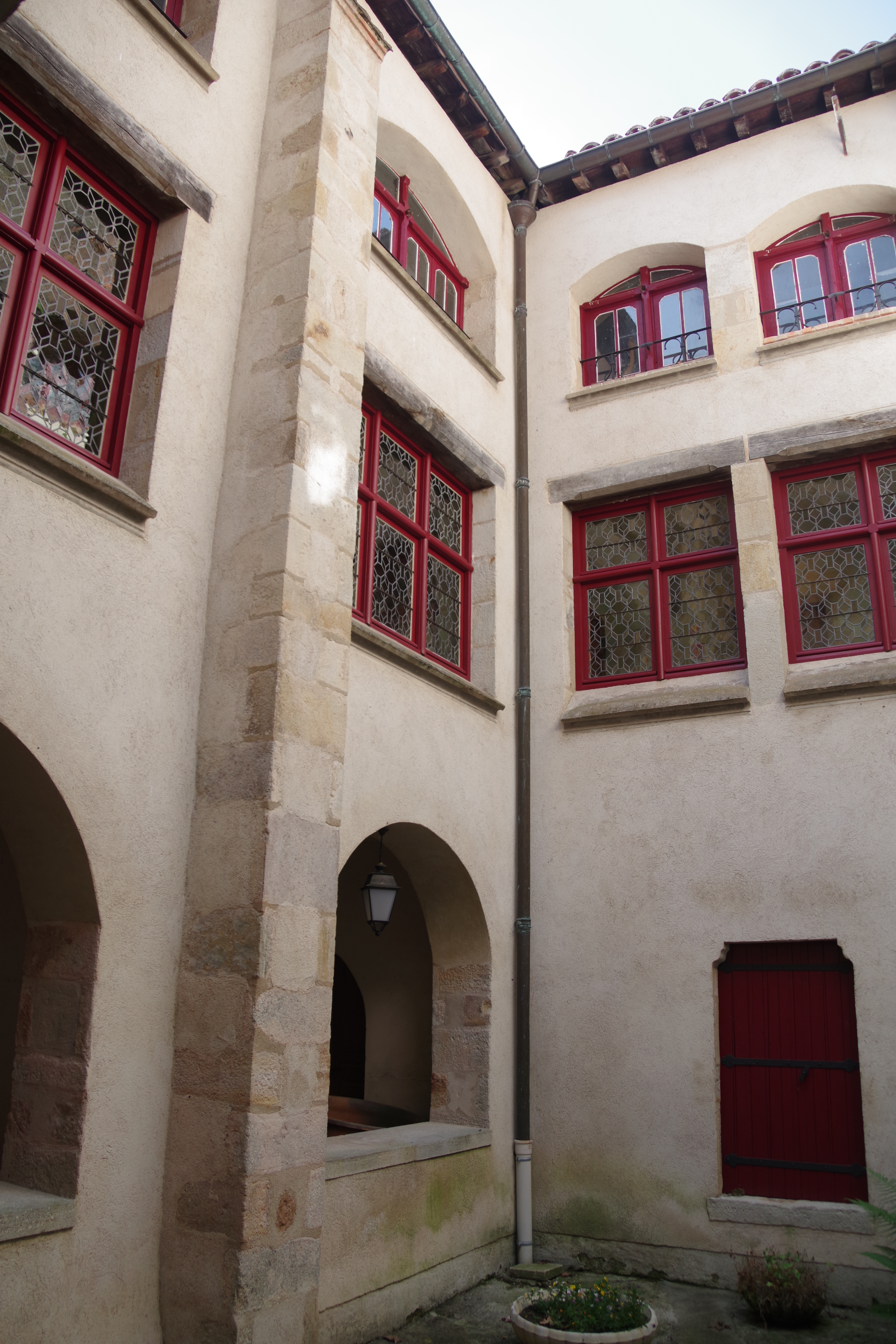
La cour intérieure.
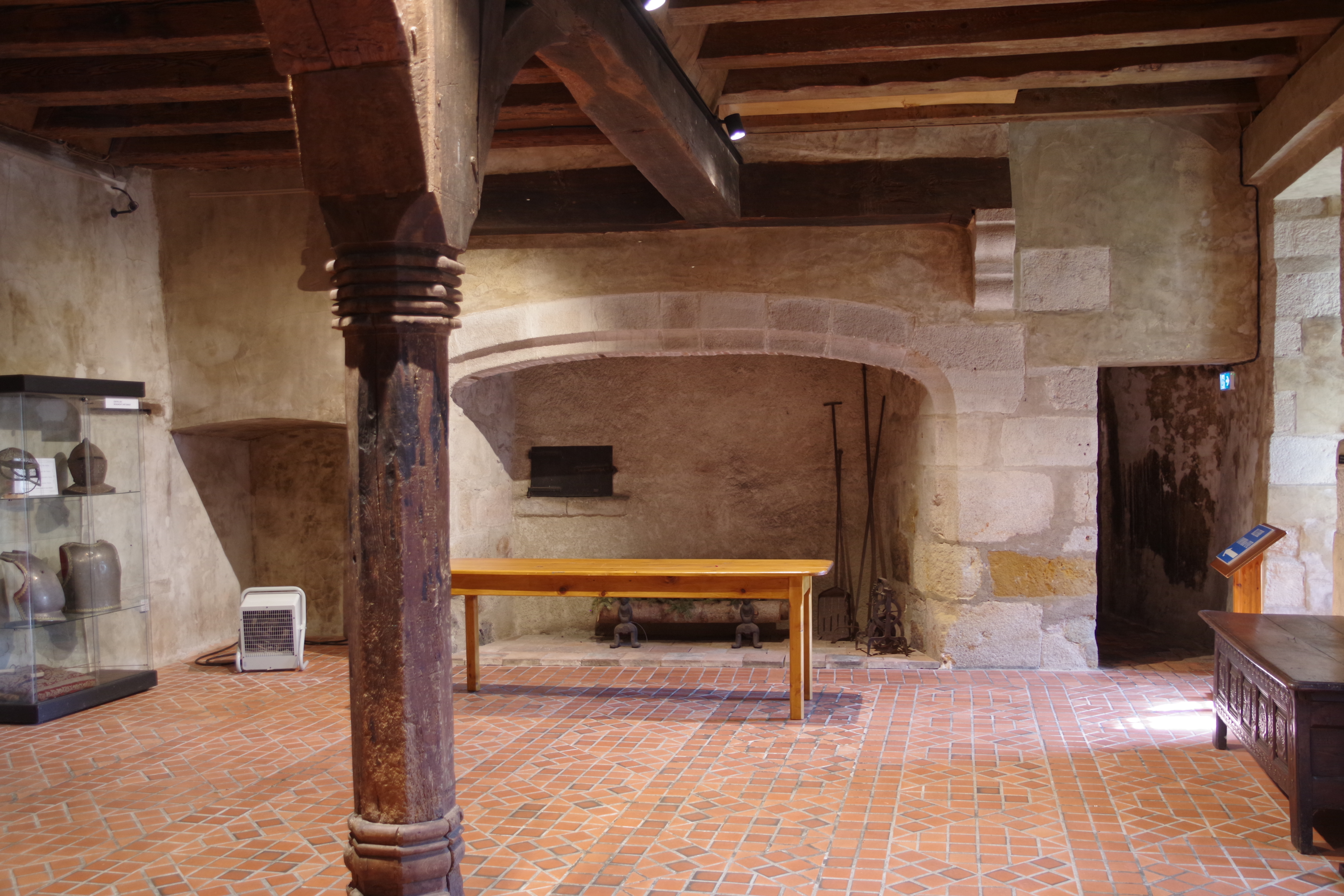
La salle basse.
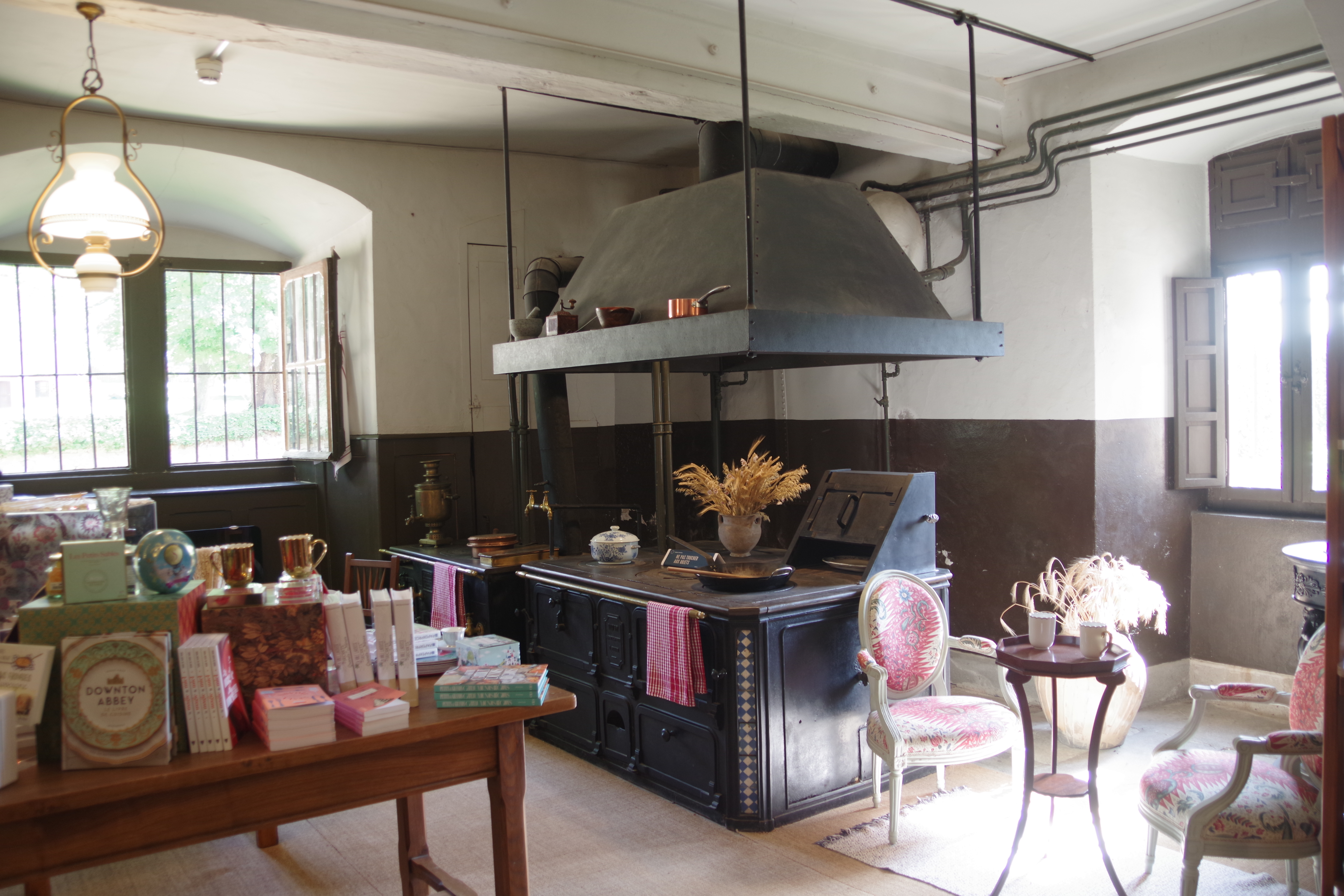
Les anciennes cuisines.

### La grande galerie

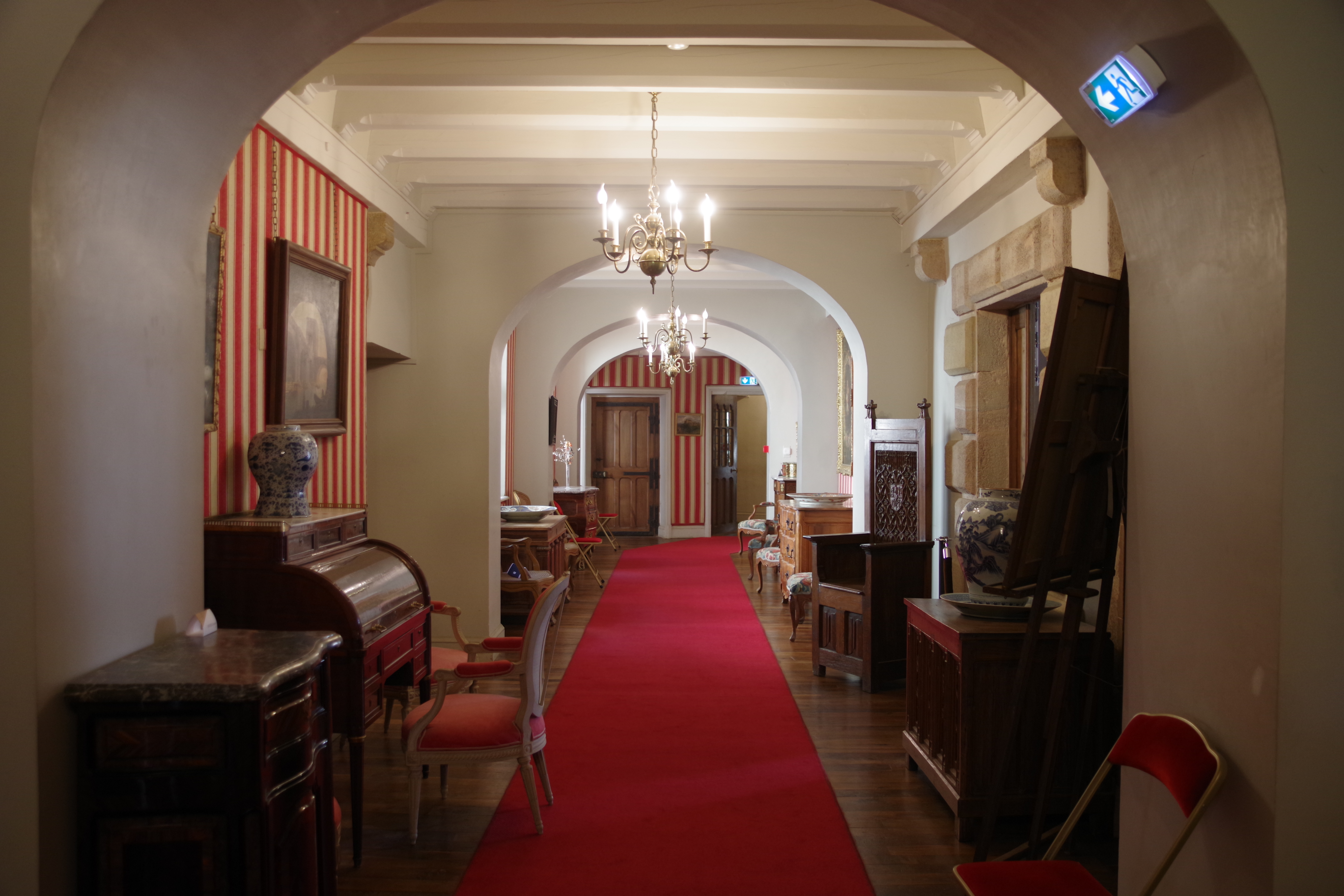
La grande galerie.

La grande galerie traverse le château dans un axe nord-sud, desservant à l'ouest le salon vert, le grand salon, le petit salon bleu et la chambre d'été, et à l'est la chambre de l'oncle René, la chambre bleue, la chambre longue, le petit salon rouge, le salon jaune et la chambre du marquis. En plus du mobilier (coffres de la Renaissance et chaises du XVIIIe siècle), la galerie est décorée du "Portrait du Cardinal de Richelieu", peint en 1633 par Philippe de Champaigne, est l'un des chefs-d'œuvre picturaux du château, mais aussi un portrait du comte de Toulouse par l'atelier de Hyacinthe Rigaud, un portrait du Grand Dauphin par Jean-Baptiste Martin, une carmélite en extase par Michel Corneille, un paysage flamand par Tobias Verhaecht.

### Les salons

#### Le salon vert
Ce salon est décoré d'une cheminée en bois sculptée dans le style de l'école de Fontainebleau, d'un portrait présumé de Catherine de Médicis, d'un portrait de Monseigneur de Saint-Albin par l'atelier de Hyacinthe Rigaud, le Christ et le Tentateur par Annibale Carrache.

#### Le grand salon
Ce salon tendu de damas rouge est décoré d'une cheminée monumentale sur laquelle se trouve un cerf sculpté arborant le blason des de Pierre. Le mur oriental est recouvert d'une tenture de cinq tapisseries d'après David II Teniers. Le salon contient, parmi le riche mobilier, le piano de George Onslow et un portrait par Malenkiewick.

#### Le petit salon bleu
Dans ce salon son notamment disposé un écritoire Louis XV, un encoignure provenant du château de Bellevue, ainsi qu'une vitrine renfermant des porcelaines européenne (Vincennes, Mennecy, Saxe, Meissen), chinoise et japonaise du XVIIIe. La pièce est décorée des Allégories de la Justice et de l'Innocence par Jean François de Troy, d'un repos de la Sainte Famille par Jacques Stella, d'un portrait de Louix XVII par Jeanne-Philiberte Ledoux.

#### Le petit salon rouge
Le salon est décoré d'un portrait d'un gentilhomme, anonyme du XVIIe, d'un portait par Jean-Michel Moreau, et d'un paysage à l'Antique par Hubert Robert. Le salon contient également deux monogrammes de carrosse, en bois dorée.

#### Le salon jaune
Ce salon est dédié au compositeur George Onslow, avec notamment un buste par Chalonnax, un piano Pleyel, une baguette de chef d'orchestre offert par le chef Félix Mendelssohn-Bartholdy.

#### L'alcôve
Dans l'alcôve attenante se trouve un paysage de Théodore Rousseau.

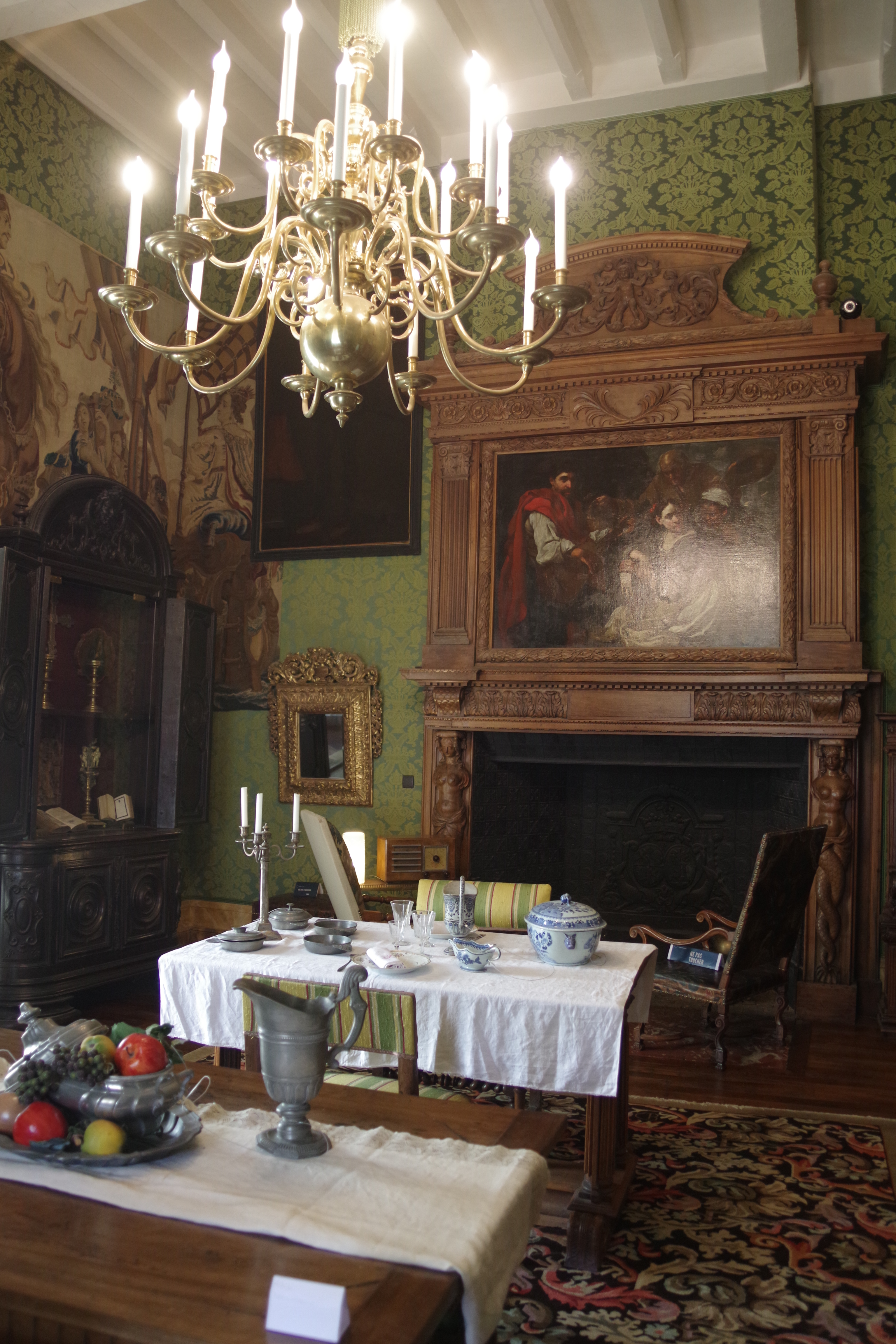
Le salon vert.
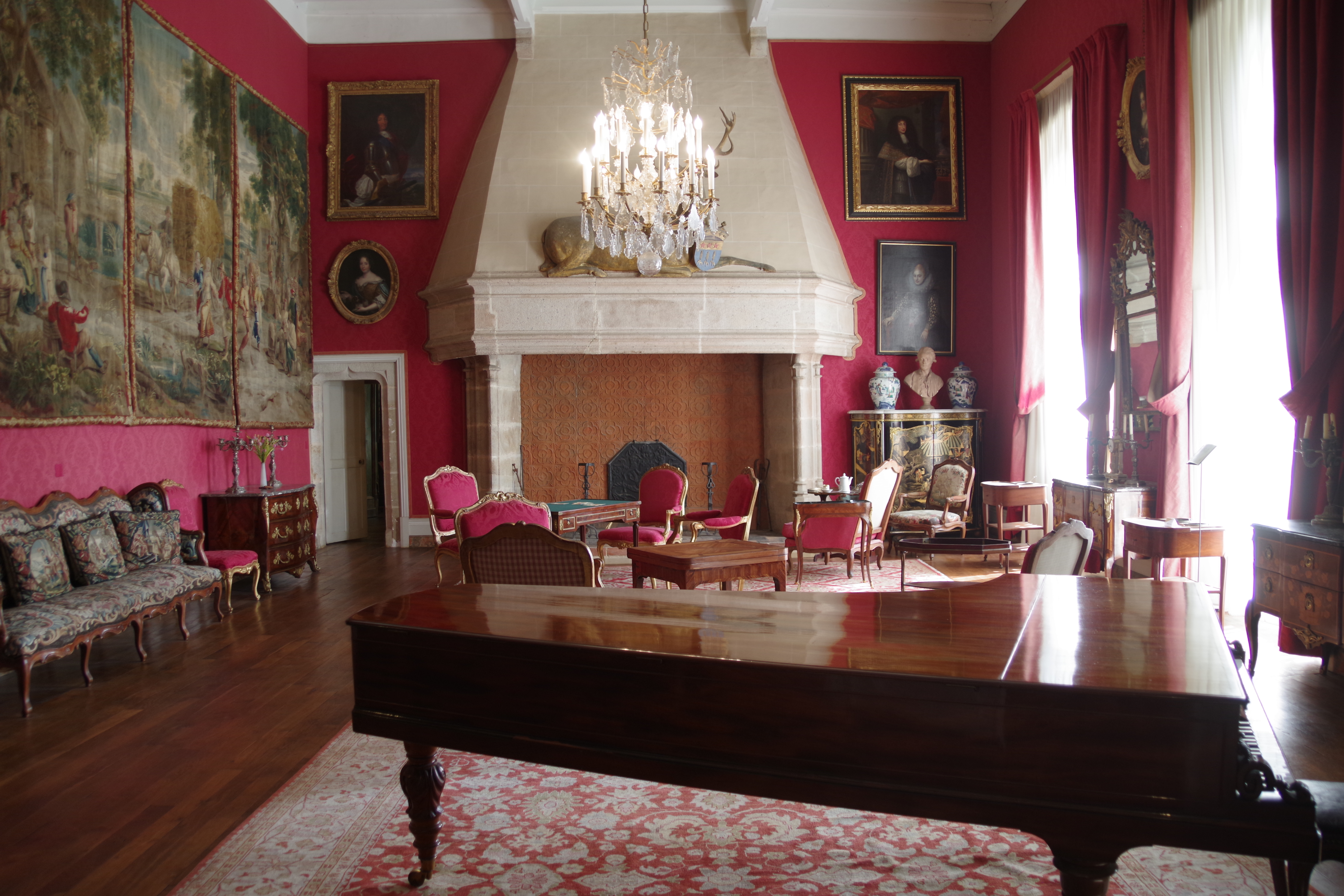
Le grand salon.
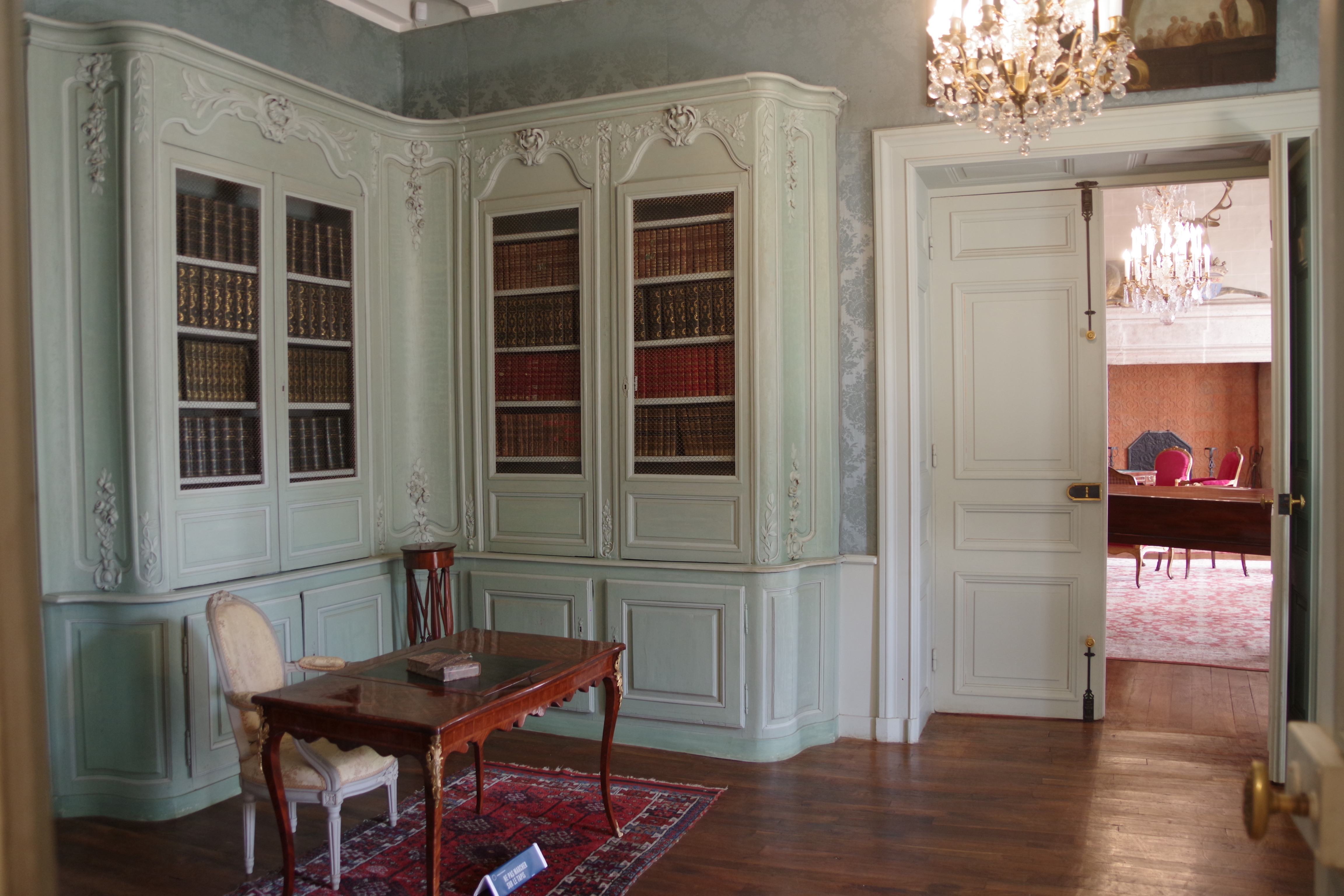
Le petit salon bleu.
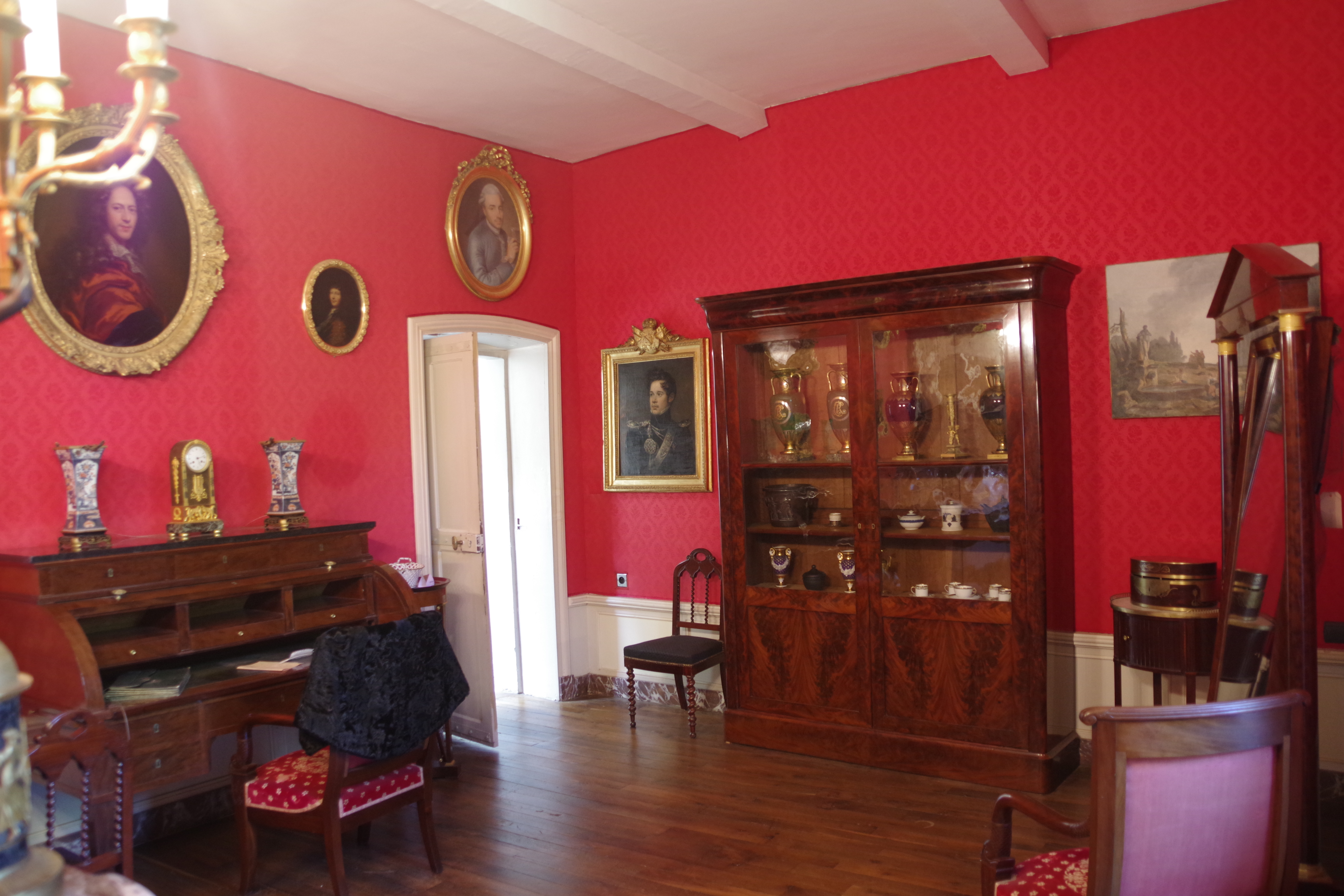
Le petit salon rouge.
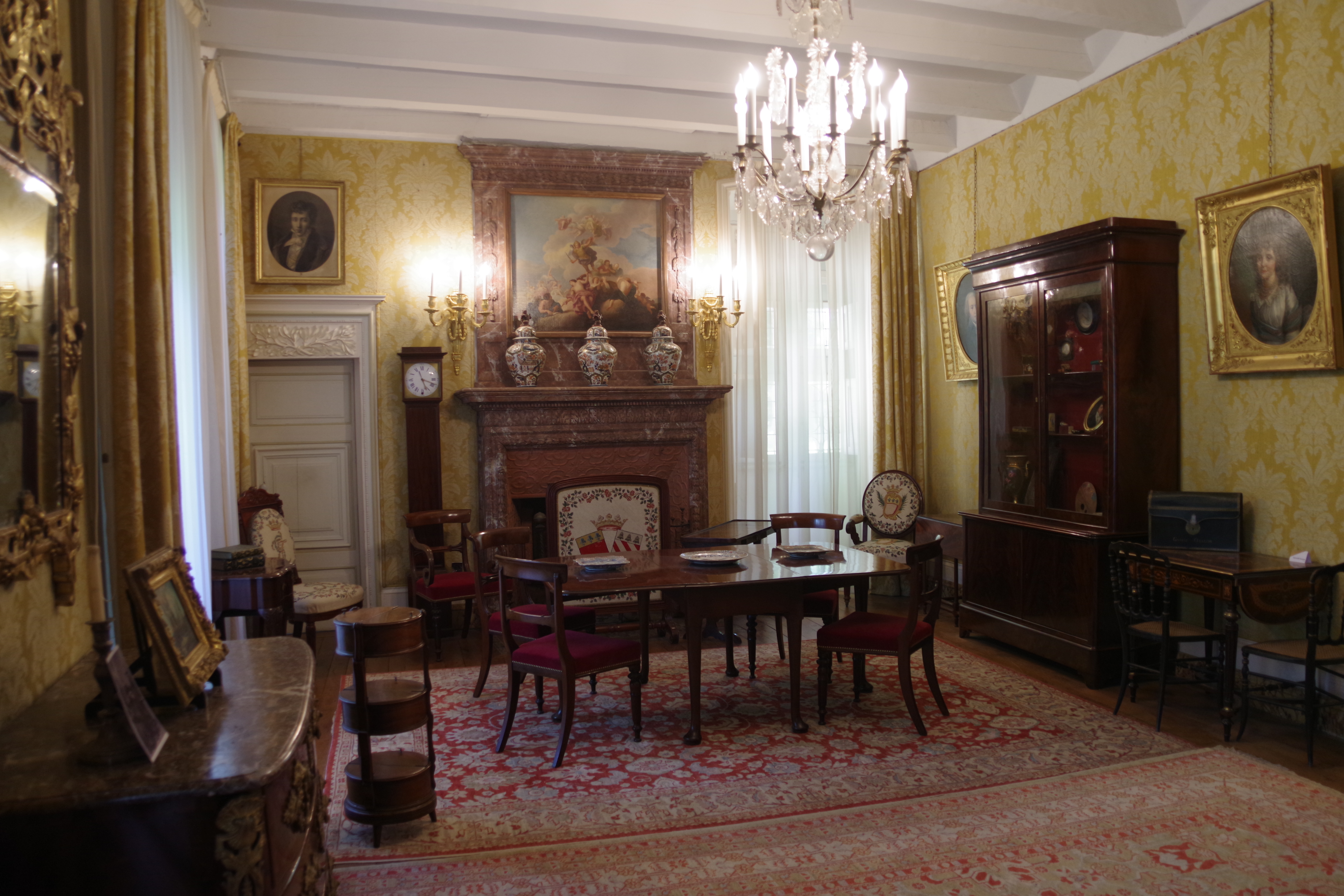
Le salon jaune.
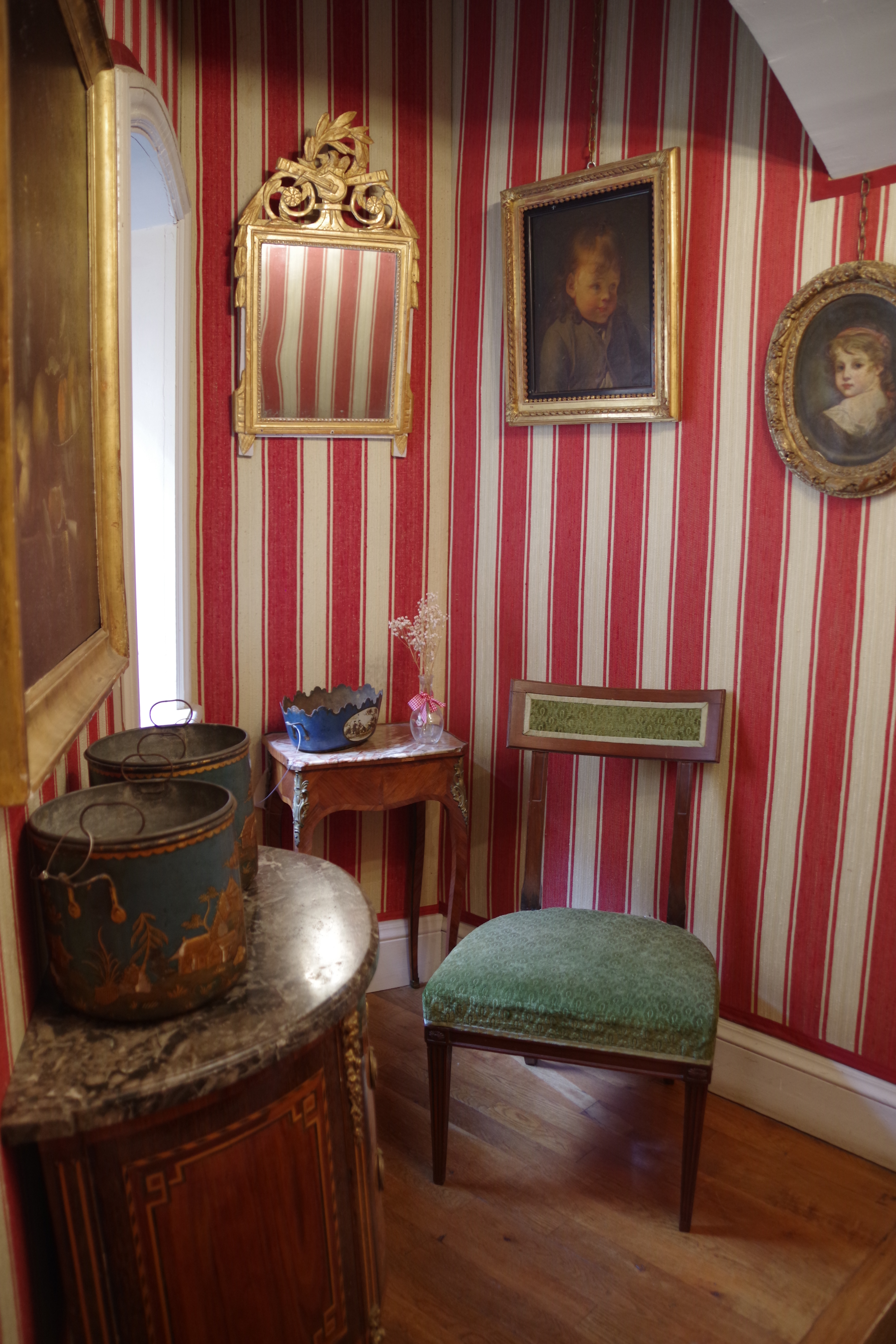
L'alcôve.

### Les chambres

#### La chambre d'été de la marquise
La chambre contient un lit Louis XV à baldaquin à la polonaise. Elle est décorée d'un portrait du marquis Louis d'Espinach par Marianne Loir, de deux allégories (Printemps et Automne) par Louis de Boulogne, et d'un portrait par François de Troy.

#### La chambre de l'oncle René
Les souvenirs de René de Pierre, cavalier émérite et voyageur passionné, sont présentés dans une ambiance orientaliste. De nombreux objets rapportés, entre autres d'Afrique du Nord, sont rassemblés dans cette chambre à décoration de tente berbère ; tapis de prière, porte Coran, fusils Moukala, sabres courbes de marine. Des tableaux orientalistes par Eugène Fromentin, Victor de Luna, Charles-Théodore Frère, et Alexandre Gabriel Decamps, ainsi qu'un portrait de René de Pierre par Nélie Jacquemart, décorent cette chambre.

#### La chambre bleue
La chambre, dont les chaises proviennent du château de Fontainebleau, est décorée de portait de famille à la manière de Louis Léopold Boilly.

#### La chambre longue
Cette chambre est notamment décorée d'une suite de gravures aquarellées de Jacques Rigault représentant les bosquets de Versailles et Trianon, ainsi qu'un tableau d'Arthur Onslow représentant le château dans les années 1830.

#### La chambre du marquis
Elle est décorée d'une Femme jouant du luth par Théodore Van Thulden, d'un portrait de femme par Alexander Roslin, et d'une sculpture d'un étalon par Isidore Bonheur.

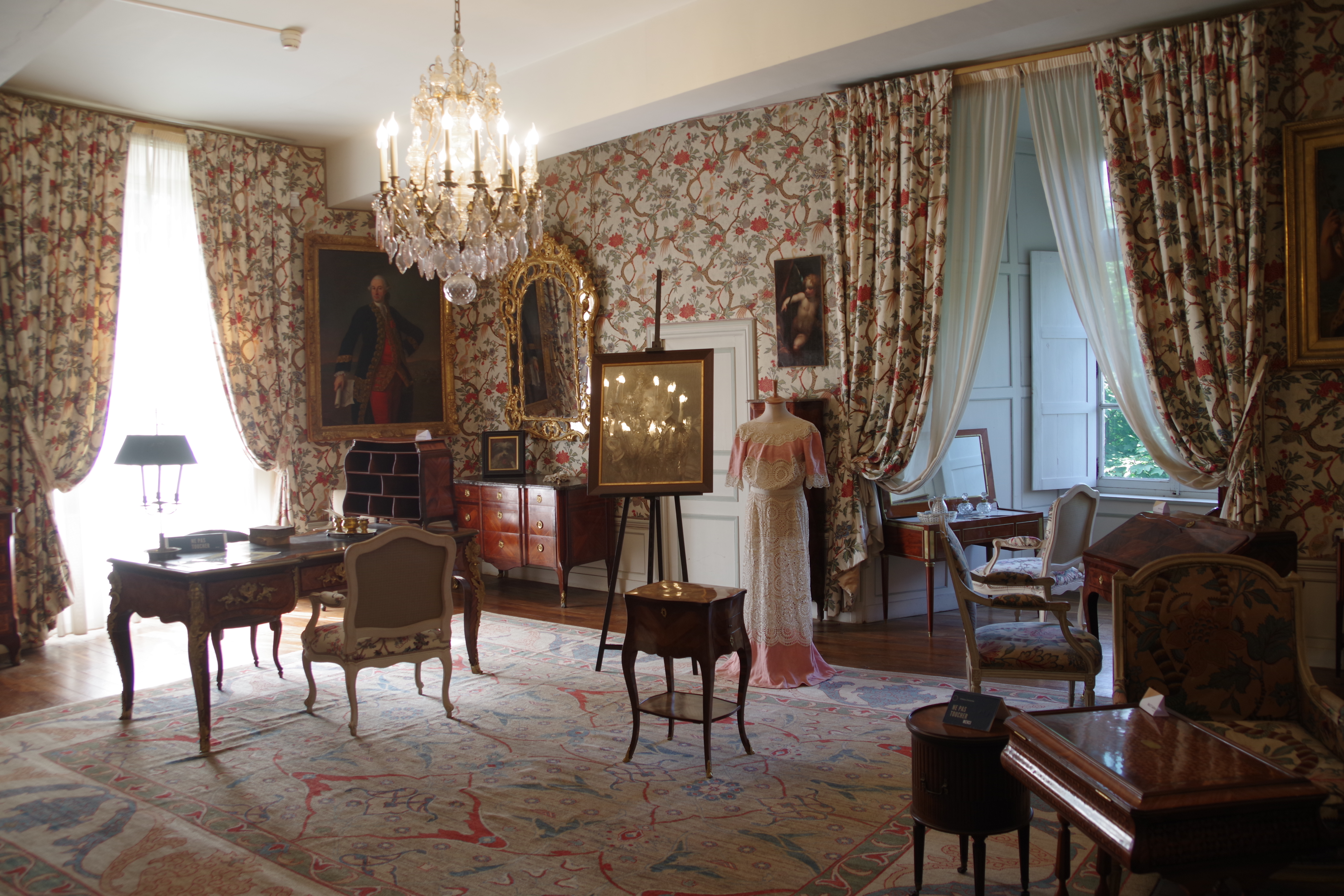
La chambre d'été.
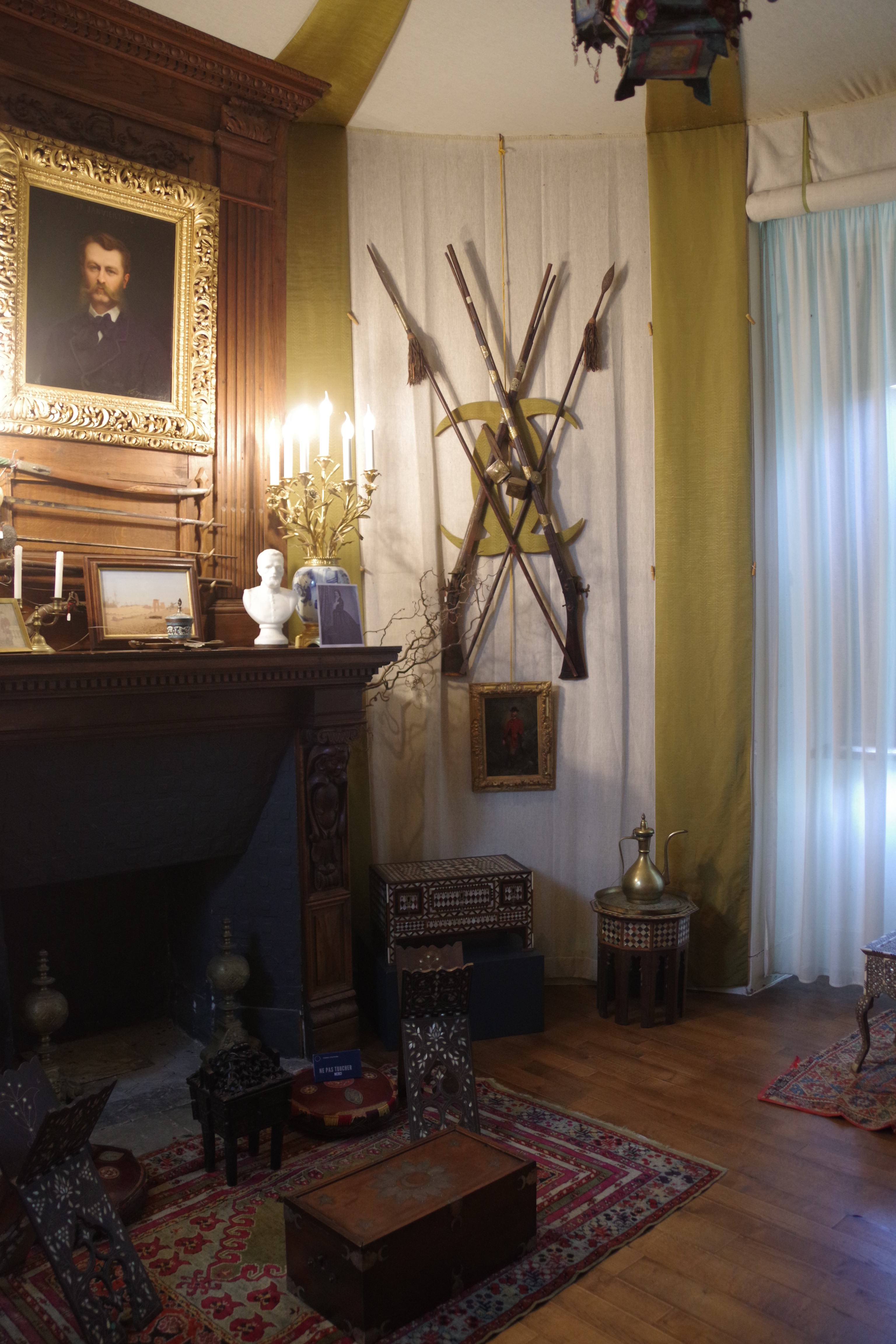
La chambre de l'oncle René.
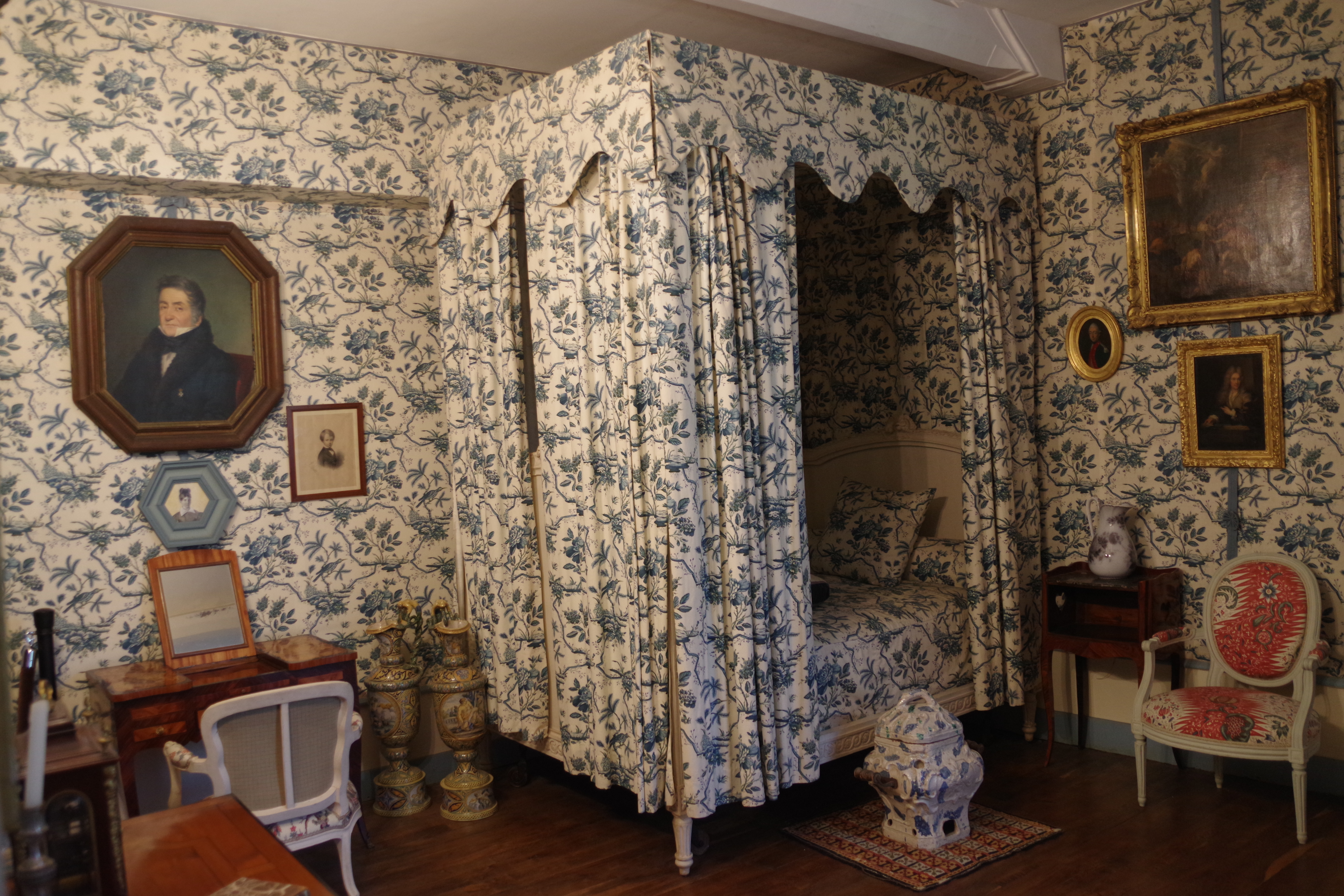
La chambre bleue.
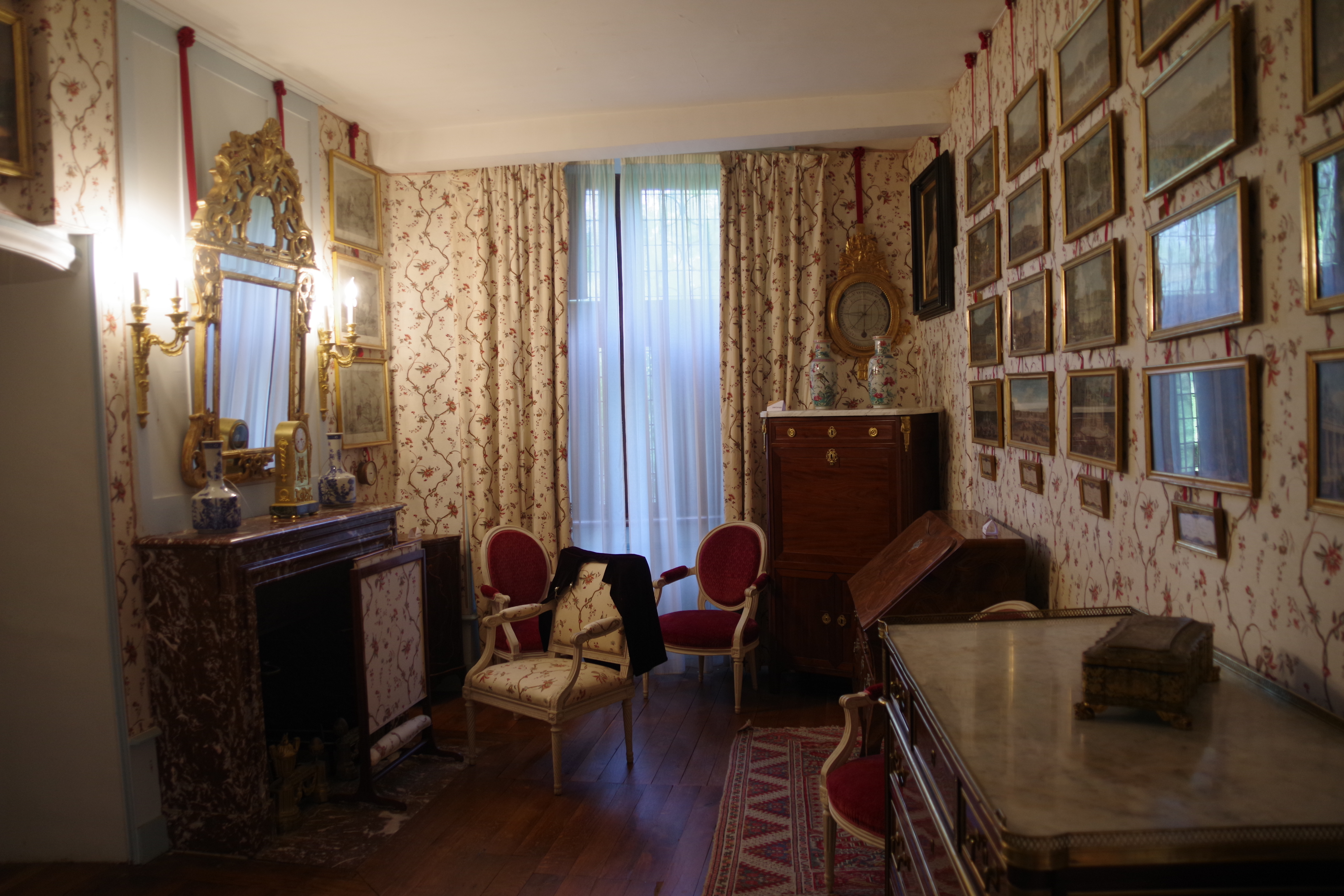
La chambre longue.
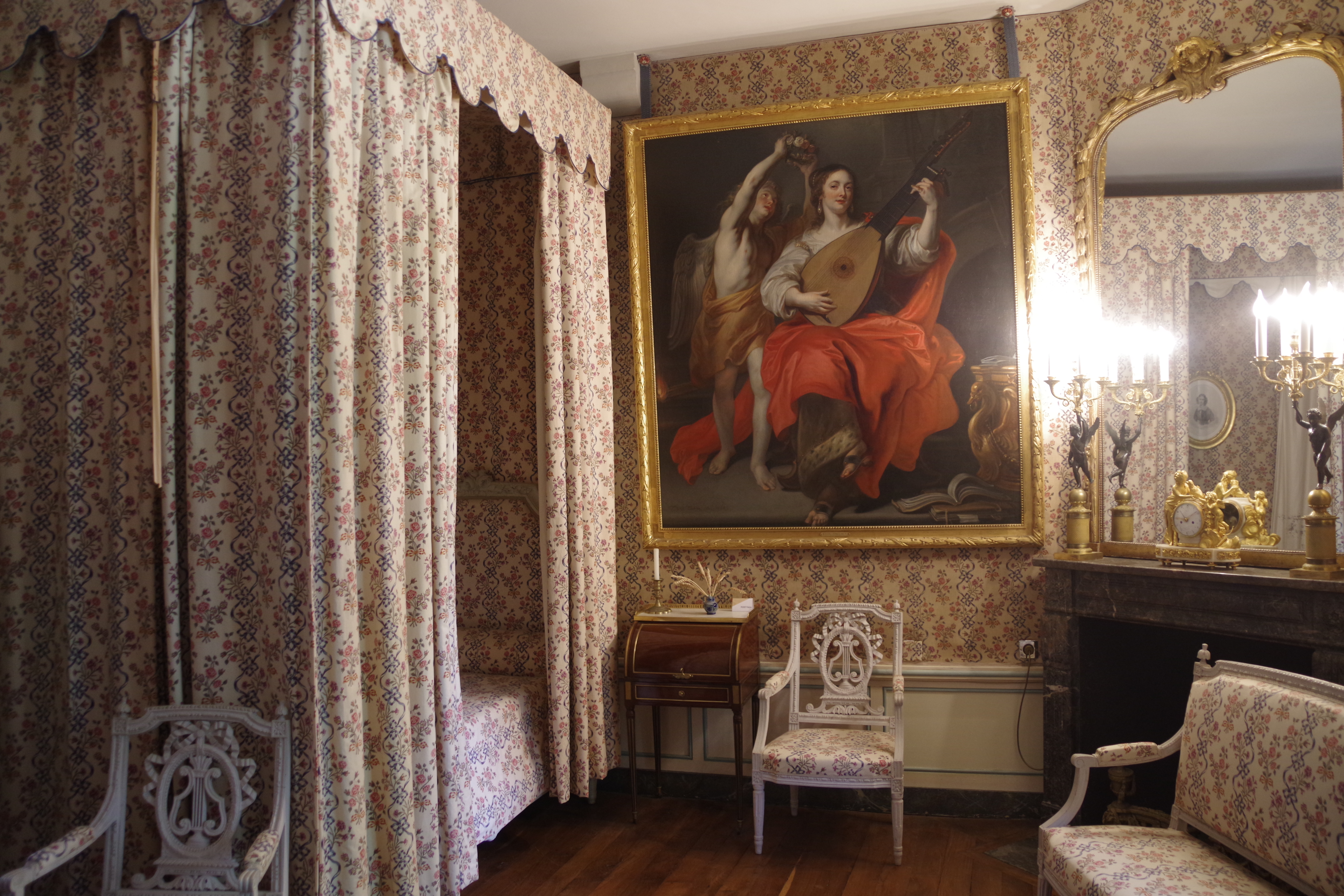
La chambre du Marquis.